# ダノンスマッシュ
ダノンスマッシュ（欧字名:Danon Smash 香:野田重撃、2015年3月6日 - ）は、日本の競走馬、種牡馬。主な勝ち鞍は2020年の香港スプリント、2021年の高松宮記念。
ロードカナロアの初年度産駒の一頭で、日香における短距離G1競走の2勝はともに父仔制覇。
馬名の意味は「冠名＋打ち砕く」。相手を打ち砕く強烈な走りを期待して。

## 戦績

### デビュー前
2015年3月6日、北海道新ひだか町（旧三石町）のケイアイファームに生まれる。同ファームの中村智幸マネージャーは「馴致から育成へと進める中で、手がかかった記憶はほとんどありません。当時から背中の柔らかさや綺麗なフットワークなどに光るものがありましたが、乗り出した頃はまだちょっと頼りないというか、力強さに欠けるようなところもありました」と述懐している。

### 2歳（2017年）
父のロードカナロアと同じ栗東・安田隆行厩舎に入厩。調教助手も父に携わった岩本龍治が担当し、馬房も父と同じものを使う。2017年9月2日の新馬戦（新潟芝1400m）でデビューし、2着となる。2戦目の未勝利戦を福永祐一騎乗で制し、続くもみじステークスも3馬身差で快勝する。しかし、2歳暮れの朝日杯フューチュリティステークスでは出遅れが響いて5着に終わった。

### 3歳（2018年）
2018年春はNHKマイルカップを最大目標としたが、ファルコンステークス7着、アーリントンカップ5着、NHKマイルカップ7着と結果を残せなかった。夏の北海道開催でスプリント路線に転じると古馬に混じって準オープンを勝利し、キーンランドカップでも2着と結果を残した。同年11月25日、同父のアーモンドアイがジャパンカップを世界レコードで制した当日に京都競馬場で行われた京阪杯で直線最内から鮮やかな差し切り勝ちを収め、重賞初制覇。2011年に同レースで重賞初制覇を果たしていた、父のロードカナロアとの父子制覇を達成した。

### 4歳（2019年）
古馬初戦のシルクロードステークスでも単勝2.0倍の1番人気に推され、好位の内で脚を溜めてから直線で馬場の中央に持ち出されると鋭く伸びて差し切り勝ち。父ロードカナロアと同じく京阪杯とシルクロードステークスの連勝となった。
重賞2連勝で臨んだ春のスプリント決戦高松宮記念 では1番人気に推されるも、4着に敗れた。
続いて函館スプリントSへ参戦を予定していたが、本馬が使用していた競走馬用のカルシウム剤「グリーンカル」から、JRAで使用が禁止されている薬物「テオブロミン」が検出されたこと（詳細は中央競馬競走除外多発事案を参照）から競走除外となってしまった。
改めて2年連続となるキーンランドカップへ川田将雅との初コンビで出走。重賞3勝で本馬が除外された函館スプリントSで人気を集めたタワーオブロンドンなども出走する中1番人気に推されるとレースでは直線でしっかり末脚を使って1着入線。人気に応えて重賞3勝目を飾った。
秋初戦のスプリンターズステークスでは、タワーオブロンドンとの2強対決と言われ、レース発走まで熾烈な1番人気争いを続けたが、最終的に本馬が1番人気に推される。レースでは中団を進むがタワーオブロンドンにマークされる形となり、直線で進路を失いかけるも、その後はしっかりと伸びをみせる。しかし、先に抜けたタワーオブロンドンや逃げたモズスーパーフレアに及ばず3着になった。
10月31日、12月8日に香港・シャティン競馬場で行われる香港スプリントに招待され、これを受託。父のロードカナロアは同レースを2012年・2013年に連覇しているため父仔制覇の期待がかかり、当日はランフランコ・デットーリを鞍上に迎えて出走したが8着に敗れた。

### 5歳（2020年）
5歳初戦はオーシャンステークスに出走。このレースにはタワーオブロンドンも出走していたが、斤量差もあって1番人気に推された。レースのスタートではやや立ち遅れたものの立て直し、直線は内から進出、最後は逃げるナックビーナスを1馬身半差交わして優勝。高松宮記念に弾みをつける勝利を挙げた。
新型コロナウイルスの感染拡大により戦後初となる無観客開催の中で行われた高松宮記念は、前日のオッズでは1番人気に支持されていたが、当日は3番人気で出走。先行集団の直後で流れに乗ったが、直線で伸びを欠き10着に敗れた。
5月16日、京王杯スプリングカップに出走。ダミアン・レーンが鞍上を務め、レースは逃げを打つと最後の直線でも末脚を伸ばして逃げ切り勝ちを収め、重賞5勝目を挙げた。その後6月7日の第70回安田記念に出走したが、8着に敗れた。
9月13日、中京競馬場で行われたセントウルステークス（GII）は、三浦皇成に乗り替わり出走。ミスターメロディやビアンフェ、シヴァージを抑えての1番人気であった。セイウンコウセイがハナを奪い、ラブカンプーやビアンフェが密着、そこから少し離れた4番手で進んだ。直線に進入すると、セイウンコウセイが差を広げるが、坂で後退。それに伴い残り200メートルで先頭となった。そこから後続の追い上げを封じてそのまま入線、大外から追い込んだメイショウグロッケに1馬身差をつけて勝利した。これまで中京では7着、4着、10着と相性の悪い舞台であったが、4戦目で中京初勝利を果たした。ケイアイファームの中村智幸ゼネラルマネージャーは、「完成の域に入ってきた」と評価した。
その後8度目のGI挑戦となるスプリンターズステークスに川田将雅を鞍上に出走し、直線で外から追い出したにかかったものの、大外から追い込んだグランアレグリアにかわされて2着に敗れた。
11月に2年連続で香港スプリントに招待されて2年連続での同レース出走が決まり、また27日に当日はライアン・ムーアが騎乗することが発表された。12月13日のレース当日は道中は中断の外を追走すると、直線に入って内で横一線となっていた先行勢を一気に抜き去り、最後は地元馬ジョリーバナーを半馬身凌いで優勝。GI初勝利を達成し、父・ロードカナロアと共に親子制覇となったが、同一香港G1の親子制覇は史上初であった。ムーアにとっても香港スプリントは初勝利で、ムーアはこの日行われた香港ヴァーズも制し、史上4人目となる香港国際競走の完全制覇を達成した
15日に帰国後は輸入検疫のため兵庫県の三木ホースランドパークに入厩し、同時に安田から翌年3月28日の高松宮記念を目標にすることが明かされた。

### 6歳（2021年）
予定通り、高松宮記念に出走、香港スプリント勝ち馬ながら1番人気をレシステンシアに譲るが、横に広がったゴール前はインディチャンプ、レシステンシアの真ん中から力強く抜け出し、レシステンシアにクビ差をつけて1着。前走に続くGI連勝となった。また父ロードカナロアを管理した安田師は高松宮記念単独最多の3勝目となった。次走は香港のスプリントGIチェアマンズスプリントプライズに出走、日本、香港両国で1番人気に推されたが、道中はスムーズに外に持ち出されたが、最後は余力がなくなり6着に敗れた。その後は休養を取り、スプリンターズステークスに直行、春秋スプリントGI制覇に挑んだが直線で伸び脚を欠き6着に沈んだ。
引退レースとして、香港の沙田競馬場で行われた12月12日の香港スプリントに3年連続で出走。レースでは中団追走も最後の直線入口で故障を発生した香港のアメージングスターに巻き込まれる形で、落馬こそ免れたが大きく離された8着となった。
12月23日付で競走馬登録を抹消、引退後は北海道日高町のブリーダーズ・スタリオン・ステーションで種牡馬入りした。短距離重賞7勝は父ロードカナロアに並ぶタイ記録であった。

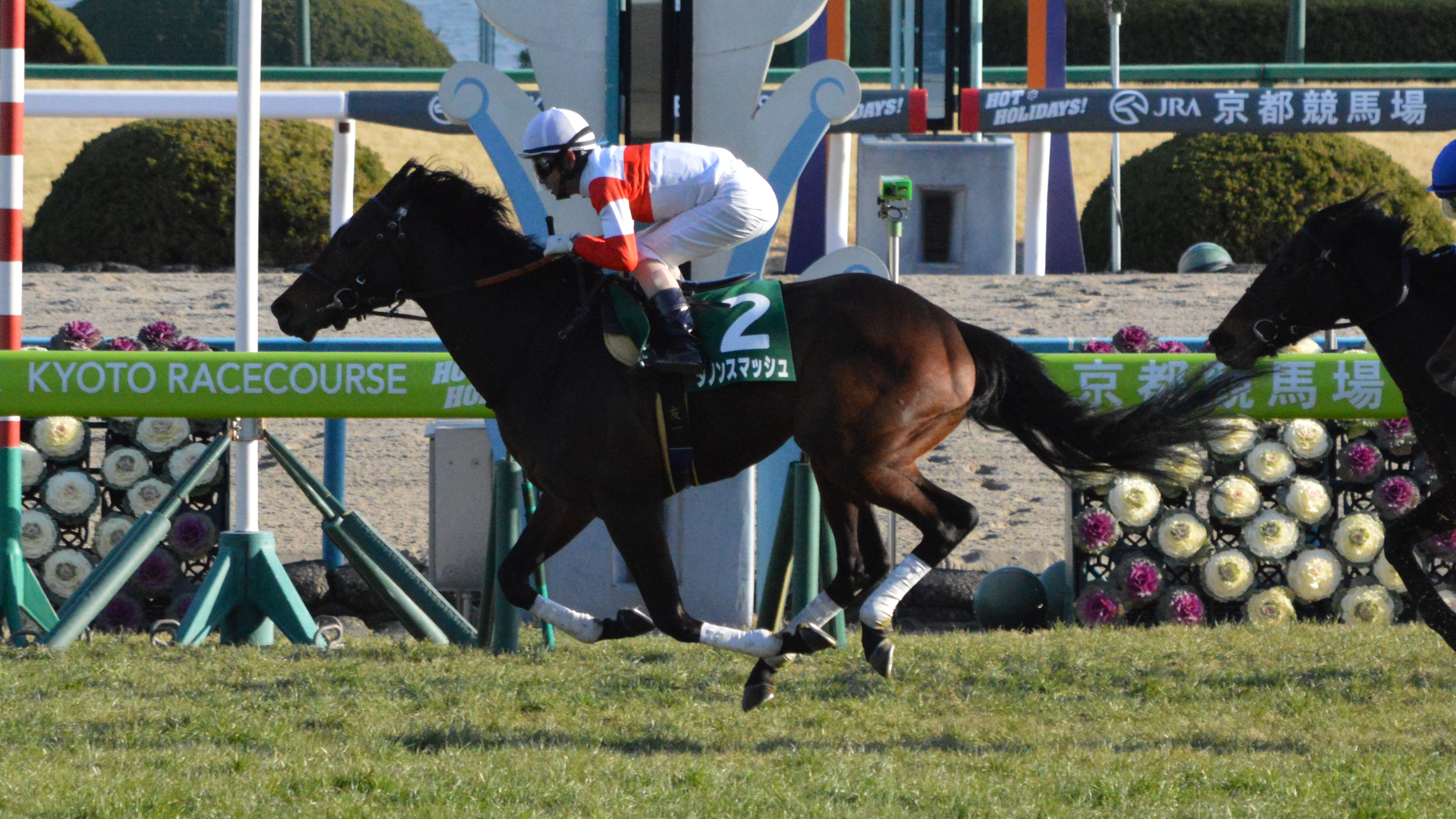
シルクロードS
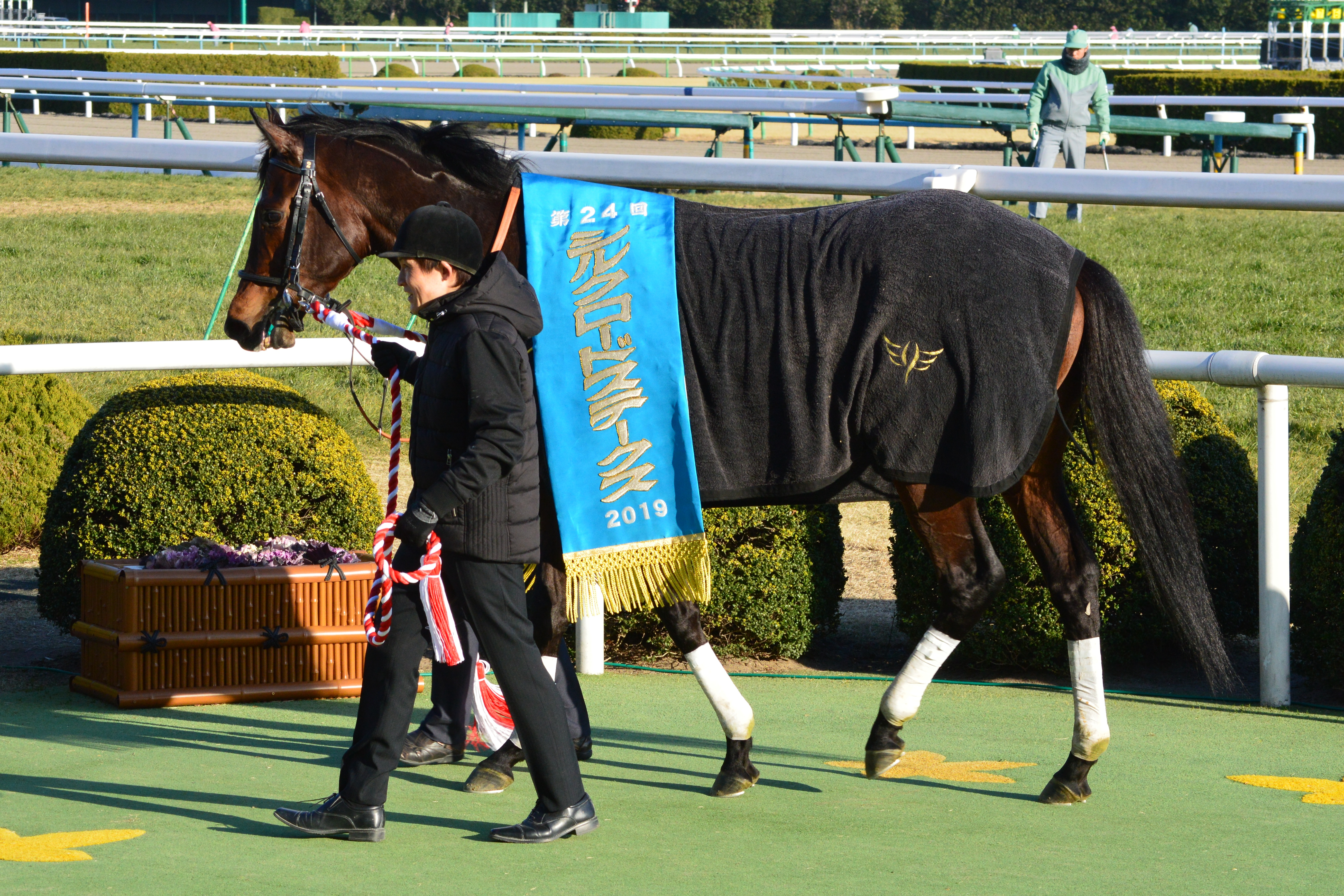

## 競走成績
以下の内容はnetkeiba.comおよび香港ジョッキークラブの情報に基づく。
| 競走日     | 競馬場 | 競走名             | 格       | 距離（馬場）  | 頭 数 | 枠 番 | 馬 番 | オッズ （人気） | 着順 | タイム （上がり3F） | 着差   | 騎手          | 斤量 [kg] | 1着馬（2着馬）         | 馬体重 [kg] | 出典   |
| ---------- | ------ | ------------------ | -------- | ------------- | ----- | ----- | ----- | --------------- | ---- | ------------------- | ------ | ------------- | --------- | ---------------------- | ----------- | ------ |
| 2017.09.02 | 新潟   | 2歳新馬            |          | 芝1400m（良） | 18    | 3     | 6     | 001.70（1人）   | 02着 | R1:23.0（36.5）     | -0.0   | 0戸崎圭太     | 54        | ランスマン             | 466         |        |
| 0000.09.24 | 阪神   | 2歳未勝利          |          | 芝1400m（良） | 13    | 3     | 3     | 002.20（1人）   | 01着 | R1:21.9（34.4）     | -0.3   | 0福永祐一     | 54        | （ラブカンプー）       | 462         |        |
| 0000.10.15 | 京都   | もみじS            | OP       | 芝1400m（稍） | 8     | 5     | 5     | 001.50（1人）   | 01着 | R1:23.4（34.2）     | -0.5   | 0福永祐一     | 55        | （アーデルワイゼ）     | 462         |        |
| 0000.12.17 | 阪神   | 朝日杯FS           | GI       | 芝1600m（良） | 16    | 6     | 12    | 008.70（4人）   | 05着 | R1:34.0（33.8）     | -0.7   | 0福永祐一     | 55        | ダノンプレミアム       | 470         |        |
| 2018.03.17 | 中京   | ファルコンS        | GIII     | 芝1400m（良） | 16    | 5     | 9     | 002.20（1人）   | 07着 | R1:22.6（34.4）     | -0.5   | 0戸崎圭太     | 56        | ミスターメロディ       | 466         |        |
| 0000.04.14 | 阪神   | アーリントンC      | GIII     | 芝1600m（良） | 13    | 8     | 13    | 012.20（6人）   | 05着 | R1:33.8（34.9）     | -0.4   | 0北村友一     | 56        | タワーオブロンドン     | 466         |        |
| 0000.05.06 | 東京   | NHKマイルC         | GI       | 芝1600m（良） | 18    | 4     | 8     | 075.0（13人）   | 07着 | R1:33.2（35.2）     | -0.4   | 0北村友一     | 57        | ケイアイノーテック     | 470         |        |
| 0000.07.21 | 函館   | 函館日刊スポーツ杯 | 1600万下 | 芝1200m（良） | 16    | 5     | 10    | 004.80（3人）   | 01着 | R1:08.4（33.9）     | -0.2   | 0北村友一     | 54        | （アマルフィコースト） | 470         |        |
| 0000.08.26 | 札幌   | キーンランドC      | GIII     | 芝1200m（稍） | 16    | 4     | 7     | 006.40（4人）   | 02着 | R1:09.8（35.9）     | -0.4   | 0北村友一     | 53        | ナックビーナス         | 472         |        |
| 0000.11.25 | 京都   | 京阪杯             | GIII     | 芝1200m（良） | 18    | 2     | 3     | 003.40（1人）   | 01着 | R1:08.0（33.6）     | -0.3   | 0北村友一     | 55        | （ナインテイルズ）     | 470         |        |
| 2019.01.27 | 京都   | シルクロードS      | GIII     | 芝1200m（良） | 18    | 1     | 2     | 002.00（1人）   | 01着 | R1:08.3（34.2）     | -0.2   | 0北村友一     | 56.5      | （エスティタート）     | 474         |        |
| 0000.03.24 | 中京   | 高松宮記念         | GI       | 芝1200m（良） | 17    | 7     | 13    | 002.50（1人）   | 04着 | R1:07.5（34.0）     | -0.2   | 0北村友一     | 57        | ミスターメロディ       | 472         |        |
| 0000.06.16 | 函館   | 函館スプリントS    | GIII     | 芝1200m（稍） | 7     | 5     | 6     |                 | 除外 |                     |        | 0川田将雅     | 57        | カイザーメランジェ     | 計不        |        |
| 0000.08.25 | 札幌   | キーンランドC      | GIII     | 芝1200m（稍） | 16    | 7     | 13    | 002.30（1人）   | 01着 | R1:09.2（35.3）     | -0.1   | 0川田将雅     | 57        | （タワーオブロンドン） | 478         |        |
| 0000.09.29 | 中山   | スプリンターズS    | GI       | 芝1200m（良） | 16    | 1     | 2     | 002.80（1人）   | 03着 | R1:07.2（33.7）     | -0.1   | 0川田将雅     | 57        | タワーオブロンドン     | 470         |        |
| 0000.12.08 | 沙田   | 香港スプリント     | G1       | 芝1200m（良） | 12    | 6     | 7     | 028.00（7人）   | 08着 | R1:08.50            | -0.38  | 0L.デットーリ | 57        | Beat the Clock         | 474         | [ 41 ] |
| 2020.03.07 | 中山   | オーシャンS        | GIII     | 芝1200m（良） | 16    | 1     | 2     | 002.00（1人）   | 01着 | R1:07.4（34.0）     | -0.2   | 0川田将雅     | 56        | （ナックビーナス）     | 478         |        |
| 0000.03.29 | 中京   | 高松宮記念         | GI       | 芝1200m（重） | 18    | 3     | 6     | 004.10（2人）   | 10着 | R1:09.7（34.7）     | -1.0   | 0川田将雅     | 57        | モズスーパーフレア     | 474         |        |
| 0000.05.16 | 東京   | 京王杯SC           | GII      | 芝1400m（稍） | 13    | 8     | 13    | 004.90（3人）   | 01着 | R1:19.8（33.1）     | -0.1   | 0D.レーン     | 56        | （ステルヴィオ）       | 472         |        |
| 0000.06.07 | 東京   | 安田記念           | GI       | 芝1600m（稍） | 14    | 8     | 14    | 073.60（8人）   | 08着 | R1:32.4（35.1）     | -0.8   | 0三浦皇成     | 58        | グランアレグリア       | 476         |        |
| 0000.09.13 | 中京   | セントウルS        | GII      | 芝1200m（良） | 17    | 8     | 16    | 003.00（1人）   | 01着 | R1:07.9（34.1）     | -0.2   | 0三浦皇成     | 57        | （メイショウグロッケ） | 470         |        |
| 0000.10.04 | 中山   | スプリンターズS    | GI       | 芝1200m（良） | 16    | 2     | 3     | 005.10（3人）   | 02着 | R1:08.6（35.0）     | -0.3   | 0川田将雅     | 57        | グランアレグリア       | 472         |        |
| 0000.12.13 | 沙田   | 香港スプリント     | G1       | 芝1200m（良） | 14    | 14    | 5     | 022.00（6人）   | 01着 | R1:08.45            | -0.1   | 0R.ムーア     | 57        | （Jolly Banner）       | 469         | [ 41 ] |
| 2021.03.28 | 中京   | 高松宮記念         | GI       | 芝1200m（重） | 18    | 7     | 14    | 006.00（2人）   | 01着 | R1:09.2（34.3）     | -0.0   | 0川田将雅     | 57        | （レシステンシア）     | 472         |        |
| 0000.04.25 | 沙田   | チェアマンズSP     | G1       | 芝1200m（良） | 13    | 5     | 1     | 001.40（1人）   | 06着 | R1:09.27            | -0.63  | 0J.モレイラ   | 57        | Wellington             | 469         | [ 41 ] |
| 0000.10.03 | 中山   | スプリンターズS    | GI       | 芝1200m（良） | 16    | 7     | 14    | 002.60（1人）   | 06着 | R1:07.8（33.8）     | -0.7   | 0川田将雅     | 57        | ピクシーナイト         | 470         |        |
| 0000.12.12 | 沙田   | 香港スプリント     | G1       | 芝1200m（良） | 12    | 10    | 3     | 037.0（10人）   | 08着 | R1:19.90            | -11.24 | 0川田将雅     | 57        | Sky Field              | 465         |        |

- 香港のオッズ・人気は香港ジョッキークラブのもの。

## 種牡馬時代
競走馬引退後は種牡馬としてブリーダーズ・スタリオン・ステーションに繋養され、2022年度の種付料は220万円に設定された。サンデーサイレンスの血を含まないために配合の幅が広く、また父のロードカナロアよりも種付料が安価な短距離馬であることから、申し込みは早い段階で満口となった。同ステーションの坂本教文場長は、イメージよりも本馬の背が高く体形もスプリンターらしくないことから、幅広い距離や馬場をこなす多彩な産駒を輩出することへの期待を述べた。

## 血統表
| ダノンスマッシュの血統                                    | ダノンスマッシュの血統                                                          | ダノンスマッシュの血統                                                          | （血統表の出典）                                                                | （血統表の出典）  |
| 父系                                                      | ミスタープロスペクター系                                                        | ミスタープロスペクター系                                                        | ミスタープロスペクター系                                                        | [ § 2 ]           |
| 父 ロードカナロア 2008 鹿毛                               | 父の父キングカメハメハ 2001 鹿毛                                                | Kingmambo                                                                       | Mr.Prospector                                                                   | Mr.Prospector     |
| 父 ロードカナロア 2008 鹿毛                               | 父の父キングカメハメハ 2001 鹿毛                                                | Kingmambo                                                                       | Miesque                                                                         |                   |
| 父 ロードカナロア 2008 鹿毛                               | 父の父キングカメハメハ 2001 鹿毛                                                | *マンファス                                                                     | *ラストタイクーン                                                               | *ラストタイクーン |
| 父 ロードカナロア 2008 鹿毛                               | 父の父キングカメハメハ 2001 鹿毛                                                | *マンファス                                                                     | Pilot Bird                                                                      |                   |
| 父 ロードカナロア 2008 鹿毛                               | 父の母レディブラッサム 1996 鹿毛                                                | Storm Cat                                                                       | Storm Bird                                                                      | Storm Bird        |
| 父 ロードカナロア 2008 鹿毛                               | 父の母レディブラッサム 1996 鹿毛                                                | Storm Cat                                                                       | Terlingua                                                                       |                   |
| 父 ロードカナロア 2008 鹿毛                               | 父の母レディブラッサム 1996 鹿毛                                                | *サラトガデュー                                                                 | Cormorant                                                                       | Cormorant         |
| 父 ロードカナロア 2008 鹿毛                               | 父の母レディブラッサム 1996 鹿毛                                                | *サラトガデュー                                                                 | Super Luna                                                                      |                   |
| 母 *スピニングワイルドキャット Spinning Wildcat 2009 栗毛 | 母の父*ハードスパン Hard Spun 2004 鹿毛                                         | Danzig                                                                          | Northern Dancer                                                                 | Northern Dancer   |
| 母 *スピニングワイルドキャット Spinning Wildcat 2009 栗毛 | 母の父*ハードスパン Hard Spun 2004 鹿毛                                         | Danzig                                                                          | Pas de Nom                                                                      |                   |
| 母 *スピニングワイルドキャット Spinning Wildcat 2009 栗毛 | 母の父*ハードスパン Hard Spun 2004 鹿毛                                         | Turkish Tryst                                                                   | Turkoman                                                                        | Turkoman          |
| 母 *スピニングワイルドキャット Spinning Wildcat 2009 栗毛 | 母の父*ハードスパン Hard Spun 2004 鹿毛                                         | Turkish Tryst                                                                   | Darbyvail                                                                       |                   |
| 母 *スピニングワイルドキャット Spinning Wildcat 2009 栗毛 | 母の母Hollywood Wildcat 1990 黒鹿毛                                             | Kris S.                                                                         | Roberto                                                                         | Roberto           |
| 母 *スピニングワイルドキャット Spinning Wildcat 2009 栗毛 | 母の母Hollywood Wildcat 1990 黒鹿毛                                             | Kris S.                                                                         | Sharp Queen                                                                     |                   |
| 母 *スピニングワイルドキャット Spinning Wildcat 2009 栗毛 | 母の母Hollywood Wildcat 1990 黒鹿毛                                             | Miss Wildcatter                                                                 | Mr. Prospector                                                                  | Mr. Prospector    |
| 母 *スピニングワイルドキャット Spinning Wildcat 2009 栗毛 | 母の母Hollywood Wildcat 1990 黒鹿毛                                             | Miss Wildcatter                                                                 | Elizabeth K.                                                                    |                   |
| 母系(F-No.)                                               | (FN:4-r)                                                                        | (FN:4-r)                                                                        | (FN:4-r)                                                                        | [ § 3 ]           |
| 5代内の近親交配                                           | Mr. Prospector 4×4=12.5%、Northern Dancer 5×4=9.38%、Roberto 5・4=9.38%（母内） | Mr. Prospector 4×4=12.5%、Northern Dancer 5×4=9.38%、Roberto 5・4=9.38%（母内） | Mr. Prospector 4×4=12.5%、Northern Dancer 5×4=9.38%、Roberto 5・4=9.38%（母内） | [ § 4 ]           |
| 出典                                                      | 1. 2. 3. 4.                                                                     | 1. 2. 3. 4.                                                                     | 1. 2. 3. 4.                                                                     | 1. 2. 3. 4.       |

- 母母ハリウッドワイルドキャットは1993年のブリーダーズカップ・ディスタフなどを制し、同年のエクリプス賞最優秀3歳牝馬に輝いた名牝[13]。
- 母スピニングワイルドキャットは2000年のブリーダーズカップ・マイルを制したウォーチャント(War Chant)の半妹[13]。